# Lamage

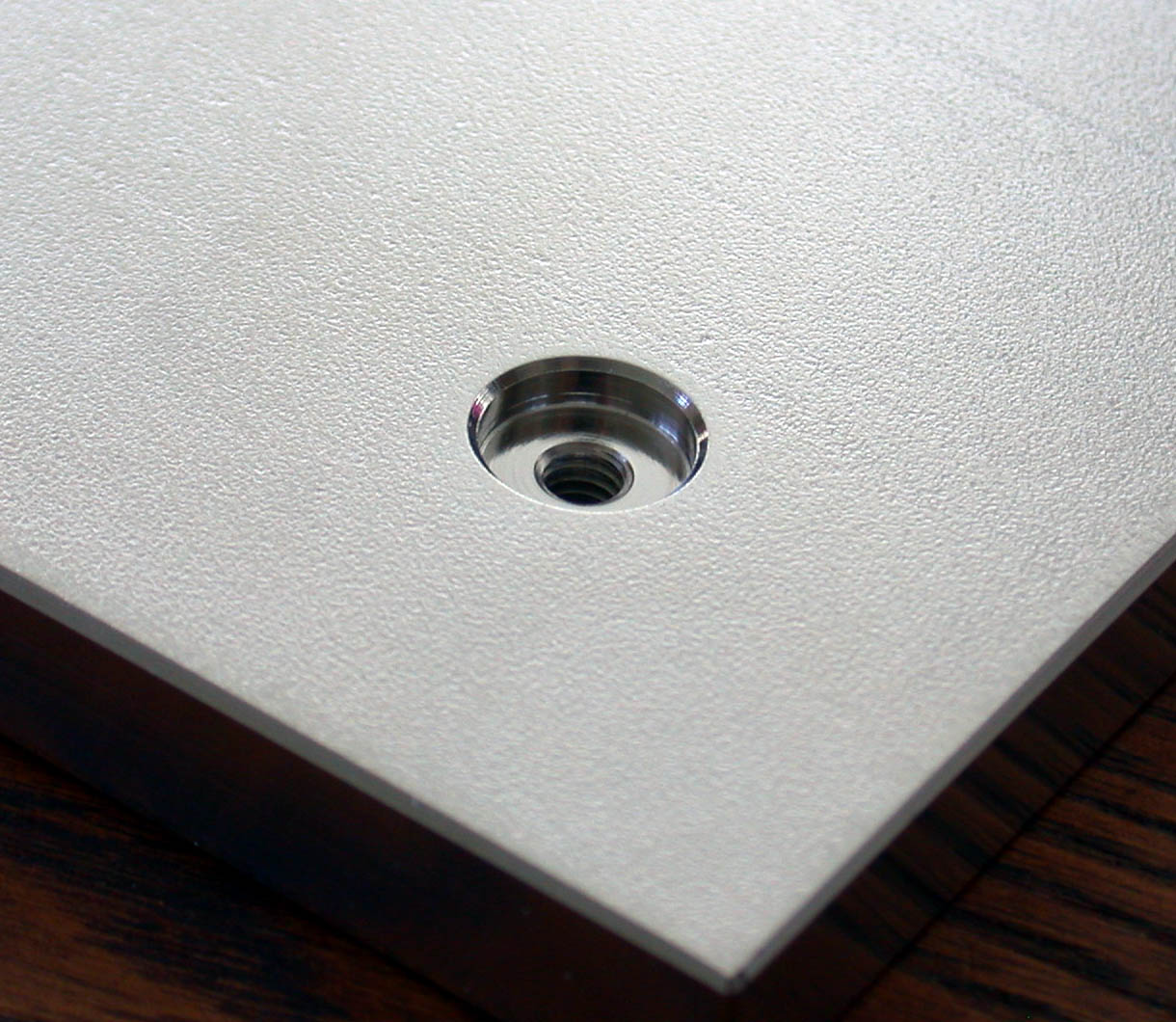
Photographie de lamage

Un lamage est un perçage à fond plat, servant à assurer la portée de la tête de vis, d'un écrou ou d'une rondelle.
Le diamètre du lamage peut être le même que le diamètre du chambrage. On réalise un lamage à l'aide d'une fraise à lamer, sur une perceuse, aléseuse ou une fraiseuse.
Le lamage a pour but d'aplanir une surface pour asseoir la tête de vis, l'écrou ou la rondelle. Le chambrage vise à noyer la tête de vis ou l'écrou dans la matière de manière qu'ils ne dépassent pas du plan de la matière. La différence est donc la profondeur de perçage : superficielle pour le lamage et profonde pour le chambrage.